# Биньтхань
Биньтхань (вьет. Bình Thạnh) — городской район Хошимина (Вьетнам). На 2017 год в районе проживало 490 618 человек. Площадь района составляет 20,78 км².
Название района было образовано от двух кварталов в старом районе Говап — Биньхоа и Тханьмитай. В 1976 году эти кварталы были выведены из состава района Говап, чтобы создать район Биньтхань.

## Административное деление
Район Биньтхань разделён на 20 кварталов (phường):
| - Квартал 1 - Квартал 2 - Квартал 3 - Квартал 5 - Квартал 6 - Квартал 7 - Квартал 11 - Квартал 12 - Квартал 13 - Квартал 14 | - Квартал 15 - Квартал 17 - Квартал 19 - Квартал 21 - Квартал 22 - Квартал 24 - Квартал 25 - Квартал 26 - Квартал 27 - Квартал 28 |

Кварталы 4, 8, 9, 10, 16, 18, 20 и 23 были расформированы и объединены с другими кварталами.

## Географическое положение
Район Биньтхань граничит с городом Тхудык на востоке, районом Фунюан на западе, Районом 1 на юге, районами 12 и Говап на севере.
В районе расположена туристическая деревня Бинькуой, находящиеся на полуострове Тханьда на реке Сайгон.

## Консульства
В районе расположены консульства двух стран: Судана и Филиппин.
| Страна    | Адрес Консульства                      |
| --------- | -------------------------------------- |
| Филиппины | 40/5 улица Phạm Viết Chánh, квартал 19 |
| Судан     | 94 улица Nơ Trang Long, квартал 12     |